# Southern Gothic
Southern Gothic (Südstaaten-Gotik) ist eine Untergattung der amerikanischen Schauerliteratur. Damit ein Werk zur Southern Gothic gezählt werden kann, muss die Handlung hauptsächlich in den Südstaaten der USA spielen. Gattungsmerkmale sind makabere, groteske und ironische Momente, exzentrische Figuren und teilweise übernatürliche Elemente wie Geister oder Gespenster. In den Texten geht es häufig um Gewalt, Missbrauch oder Armut. Sie präsentieren die Moral und die Werte des Südens in kritischem Licht.

## Entstehung und Merkmale
Das Subgenre der Southern Gothic hatte bereits im 19. Jahrhundert einige Vorläufer, etwa die Dichter Henry Clay Lewis und teilweise auch Mark Twain, die in ihren Werken die Schattenseiten des Südens aufdeckten. Das Subgenre der Southern Gothic im eigentlichen Sinne entstand jedoch erst mit Beginn des 20. Jahrhunderts, als Autoren die gesellschaftlichen Probleme der Südstaaten mithilfe von schwarzer Romantik, literarischem Naturalismus und typischem Südstaaten-Humor thematisierten. Aufgrund der düsteren und kontrovers aufgenommenen Gestaltungsform und Wirkung wurde dieses neue Subgenre von der Literaturwissenschaft und -kritik äußerst kritisch gesehen, wenn nicht gar diskreditiert. Als erster anerkannter Autor, der das Potential dieses neuen Subgenres in seinen Werken voll ausschöpft, gilt Edgar Allan Poe; zu den bedeutendsten oder repräsentativen Vertretern dieser Gattung wird aus jüngerer Sicht vor allem William Faulkner gezählt.
Faulkners fiktives Yoknapatawpha County schildert die südstaatlichen Lebenslage nach der bitteren Niederlage im amerikanischen Bürgerkrieg und die daraus resultierenden sozialen, rassischen und wirtschaftlichen Brüche in den Lebensverhältnissen der Menschen in den Südstaaten. In seiner Darstellung der Veränderungsprozesse sowie der darauf aufbauenden Ängste gleichermaßen im Erleben der Chickasaw-Indianer, der armen Weißen und Schwarzen sowie der aristokratischen Südstaatenfamilien bediente sich Faulkner vielfältiger Stilelemente und Darstellungsformen der Southern Gothic-Literatur. Zudem erzeugt seine komplexe, modernistische und gleichsam labyrinthische Sprache im Leser ein ähnlich gruselig-schauerhaftes Empfinden der Ungewissheit und Entfremdung.
Die Generation der südstaatlichen Schriftsteller in der Nachfolge Faulkners setzte diese Darstellung und Erkundung der Widersprüche zwischen dem alten und neuen Süden fort. Autoren wie Tennessee Williams (1911–1983), Carson McCullers (1917–1967) und Flannery O’Connor (1925–1964) griffen in ihrer Erzählprosa gleichermaßen auf Gestaltungselemente der gothic literature zurück, wobei O’Connors Werk darüber hinaus charakteristerweise durch die Schilderung des Grotesken gekennzeichnet war. Afroamerikanische Schriftsteller wie Zora Neale Hurston (1891–1960) und Richard Wright (1908–1960) entwickelten ihre eigene Sichtweise und erzähltechnische Gestaltung der Southern Gothic-Literatur zum Ausdruck der rassischen Spannungen als Grundlage dieses Subgenres. Die Gattungselemente der Southern Gothic-Literatur bilden auch die Grundlage und den Rahmen für das Erzählwerk der düsteren und erschütternd gewaltsamen Geschichten der zeitgenössischen Vertreter der sogenannten Rough Southern-Schriftsteller wie etwa Cormac McCarthy, Barry Hannah, Dorothy Allison, William Gay oder Ron Rash.
Die grausamen, teilweise übernatürlichen Geschehnisse sind in ein realistisches, zumeist ländliches Setting gesetzt. Die Landschaften spielen dabei eine wichtige Rolle, um den Werken Atmosphäre zu verleihen. Im Gegensatz zu den meisten Werken der klassischen Schauerliteratur geht es also nicht nur darum, Spannung zu erzeugen, sondern auch auf satirische Weise Kritik an Wertvorstellungen und Sozialproblemen des Südens zu üben, der sich im 20. Jahrhundert anders als der Rest Amerikas fühlte, Probleme mit tiefem Rassismus hatte und nach dem Ende des Sezessionskrieges zunehmend verarmte. Die Figuren des Southern Gothics sind dementsprechend mit Empathie beschrieben, obwohl sie häufig bigotte, schwierige oder groteske Persönlichkeiten sind.

## Bekannte Autoren
Obwohl die bekanntesten Schriftsteller des Southern Gothics, darunter Literaturnobelpreisträger William Faulkner, Mitte des 20. Jahrhunderts gewirkt haben, existiert das Subgenre bis heute mit neuen Autoren fort. Die meisten der genannten Namen stammen selbst aus den Gegenden, über die sie schreiben, kennen sich also mit den dortigen Lebensverhältnissen aus. Zu den bekannten Autoren, deren Werken zumindest teilweise zur Southern Gothic gerechnet werden, gehören:
- Dorothy Allison (†)
- Erskine Caldwell (†)
- Truman Capote (†)
- Dennis Covington
- Brainard Cheney
- Harry Crews (†)
- William Faulkner (†)
- William Goyen (†)
- Davis Grubb (†)
- Barry Hannah (†)
- Harper Lee (†)
- Joe R. Lansdale
- Cormac McCarthy (†)
- Carson McCullers (†)
- Michael McDowell (†)
- Flannery O’Connor (†)
- Walker Percy (†)
- Cherie Priest
- Anne Rice (†)
- Eudora Welty (†)
- Tennessee Williams (†)

## Southern Gothic außerhalb der Literatur
Die Southern Gothic ist aber nicht nur auf Literatur ausgerichtet, sondern auch Bands, die zumeist dem Alternative Rock zugerechnet werden, wie The Handsome Family oder auch in seinen Spätwerken Johnny Cash knüpfen mit ihren Texten an die Southern-Gothic-Literatur an. Die Werke des Fotografen Walker Evans mit seinen berühmten Bildern, die er während der Great Depression von der ärmlichen Südstaaten-Bevölkerung machte, werden ebenfalls regelmäßig der Kultur des Southern Gothic zugerechnet. Einige Filme sind ebenfalls stark vom Southern Gothic durchdrungen, vor allem auch die Literaturverfilmungen von Werken der Southern-Gothic-Schriftsteller. Dazu gezählt werden Filmklassiker wie Die Nacht des Jägers, Wer die Nachtigall stört, Wiegenlied für eine Leiche und Blutgericht in Texas. Die Fernsehserie True Blood aus jüngerer Vergangenheit wurde ebenfalls als vom Southern Gothic beeinflusst beschrieben.